# Wilhelm Ludowici
Wilhelm Ludowici (* 14. Mai 1855 in Ensheim; † 11. Oktober 1929 in Heidelberg) war ein deutscher Unternehmer, Ziegelei-Besitzer und Erforscher des römischen Rheinzabern (Tabernae).
Sein Vater Carl Ludowici heiratete 1854 Babette Adt aus Ensheim und erwarb 1857 mit der Mitgift seiner Frau eine Ziegelei in Ensheim, aus der später die Ludowici Ziegelwerke erwuchsen. 1859 übersiedelte die Familie nach Ludwigshafen, wo Carl Ludowici eine Feldziegelei des Bauunternehmers Joseph Hoffmann übernahm. 1877 traten die Söhne Wilhelm Ludowici als technischer und Franz Ludowici als kaufmännischer Leiter in das Unternehmen ein. Wilhelm Ludowici wurde zum Pionier der industriellen Ziegelfertigung und erfand den Falzziegel Z1 und die Revolverpresse, was dem Unternehmen zu wirtschaftlicher Blüte verhalf. 1883 wurde es nach Jockgrim in der Pfalz verlegt, wo es reiche Tonvorkommen gab. Ab 1896 war Wilhelm Ludowici alleiniger Inhaber. Sein Sohn Johann Wilhelm Ludowici führte die Firma fort.
In seiner Freizeit erforschte er die Überreste der römischen Siedlung von Rheinzabern (Tabernae), einem Zentrum der Terra-Sigillata-Produktion. Er führte Ausgrabungen durch und legte eine große Sammlung an, die er auch publizierte. Er schenkte seine Sammlung dem Historischen Museum der Pfalz in Speyer.

## Werke
- Stempel-Namen römischer Töpfer von meinen Ausgrabungen in Rheinzabern. München 1904. Digitalisat
- Stempel-Namen und Bilder römischer Töpfer, Legions-Ziegel-Stempel, Formen von Sigillata- und anderen Gefässen aus meinen Ausgrabungen in Rheinzabern 1901–1914. München 1927. Digitalisat